# Lubocz
Lubocz (vyslovováno /ˈlubɔt͡ʂ/) je vesnice v Polsku, která se nachází v Lodžském vojvodství, v okrese Tomaszów Mazowiecki a spadá pod správu gminy Rzeczyca. Leží přibližně 67 km východně od hlavního města vojvodství – Łódźe.
V letech 1954–1959 byla obec Lubocz součástí a zároveň sídlem místního národního výboru Lubocz. Po jeho zrušení připadla pod správu místního národního výboru v Rzeczyce.